# Brian Wellman
Brian P. Wellman (ur. 8 września 1967) – lekkoatleta z Bermudów, trójskoczek. Chorąży reprezentacji narodowej na igrzyskach w Atlancie. Uczestnik igrzysk olimpijskich w latach 1988, 1992, 1996, 2000.
Studiował na Uniwersytecie w Arkansas.

## Sukcesy
- złoty medal Uniwersjady (Sheffield 1991)
- 5. miejsce podczas Igrzysk olimpijskich (Barcelona 1992)
- 3. miejsce w Finale Grand Prix IAAF (Turyn 1992)
- brązowy medal na Halowych Mistrzostwach Świata w Lekkoatletyce (Toronto 1993)
- brąz Igrzysk Wspólnoty Narodów (Victoria (Kolumbia Brytyjska) 1994)
- złoty medal Halowych Mistrzostw Świata w Lekkoatletyce (Barcelona 1995)
- srebro Mistrzostw Świata w Lekkoatletyce (Göteborg 1995)
- 6. miejsce podczas Igrzysk olimpijskich (Atlanta 1996)
- złote medale mistrzostw Ameryki Środkowej i Karaibów (Bridgetown 1999 i Gwatemala 2001)

## Rekordy życiowe
| Miejsce | Odległość | Rok  | Uwagi           |
| ------- | --------- | ---- | --------------- |
| Stadion | 17,62     | 1995 |                 |
| Hala    | 17,72     | 1995 | rekord Bermudów |